# 50 Cent
Кёртис Джеймс Дже́ксон III (англ. Curtis James Jackson III; род. 6 июля 1975[…], Саут-Джамейка, Куинс) — американский рэпер, актёр, писатель, боксёрский промоутер и продюсер, известный под сценическим псевдонимом 50 Cent (Фи́фти-Сент), который переводится как «Пятьдесят центов». Известность пришла к нему с выпуском альбомов Get Rich or Die Tryin’ и The Massacre. 50 Cent добился успеха с обоими альбомами, продав более 40 миллионов экземпляров по всему миру.
Рождённый в бедном чёрном районе Саут-Джамейка (Куинс, Нью-Йорк), Кёртис Джексон в возрасте 12 лет начал торговать кокаином. После того как он бросает торговлю кокаином, чтобы посвятить себя музыкальной карьере, в него стреляют 9 раз в 2000 году. После выхода сборника Guess Who’s Back?, 50 Cent’а замечает Эминем и подписывает с ним контракт в Interscope Records. С помощью Эминема и Dr. Dre, которые продюсировали его, к нему приходит первый главный коммерческий успех: он становится одним из самых продаваемых исполнителей во всём мире.
В 2003 году он основывает лейбл G-Unit Records, на который подписывает группу G-Unit, а также сольно её участников — Young Buck, Ллойд Бэнкс и Tony Yayo.
50 Cent много конфликтовал с другими рэперами, включая Ja Rule, Game, Fat Joe и Rick Ross.
В качестве актёра 50 Cent известен по роли Хаша в серии фильмов «План побега» с Сильвестром Сталлоне.

## До карьеры

### Детство
Кёртис Джексон родился 6 июля 1975 года и вырос в квартале Саут-Джамейка (англ. South Jamaica) района Куинс в Нью-Йорке. Он рос без отца и никогда не видел его, воспитываемый матерью афроамериканского происхождения Сабриной Джексон (англ. Sabrina Jackson), которая родила его в возрасте пятнадцати лет. Сабрина торговала крэком. Основное время мальчик проводил с родителями матери, недостаток проводимого с сыном времени она пыталась компенсировать деньгами, как вспоминал Кёртис:
Каждый раз когда я её видел, это было что-то новое для меня. Рождество каждый день. Мать рано одела меня в драгоценности.
Когда Кёртису было восемь, кто-то пришёл домой вместе с Сабриной, подсыпал снотворное в её выпивку, закрыл все окна, включил газ и оставил её умирать. Она была найдена несколькими днями позднее. Она умерла в двадцать три года. После её смерти Кёртис переехал в дом к её родителям, с его восемью дядями и тётями. 50 Cent вспоминал:
Моя бабушка говорила мне: «Твоя мама не придёт домой. Она не вернётся, чтоб забрать тебя. Сейчас ты должен остаться с нами»
Джексон рос со своим младшим кузеном, Майклом Фрэнсисом (англ. Michael Francis), который заработал кличку 25 Cent. Фрэнсис читал рэп под сценическим псевдонимом «Two Five» (с англ. — «Два пять»).
Джексон увлёкся боксом в возрасте одиннадцати лет. Когда ему было четырнадцать лет, сосед открыл боксёрский зал для местных детей. Впоследствии 50 Cent вспоминал:
Когда я не убивал время в школе, я боксировал в зале или торговал крэком на улицеОригинальный текст (англ.)When I wasn't killing time in school, I was sparring in the gym or selling crack on the strip
Он рассказывает: «На ринге во мне был дух соперничества, в хип-хопе этот дух тоже присутствует… Я думаю, что рэперы чувствуют себя подобно боксёрам — словно они чемпионы».

### Торговля наркотиками
29 июля 1994 года Джексон был арестован за помощь в продаже четырёх фиалов с кокаином переодетому полицейскому под прикрытием. Три недели спустя Джексон был задержан снова, после обыска его квартиры полицейскими, нашедшими там героин, десять унций крэка и пистолет, за что он был приговорён к трём годам лишения свободы, однако добился условно-досрочного освобождения. Свой псевдоним 50 Cent он взял как повод для «перемен». Имя было взято у Кельвина Мартина (англ. Kelvin Martin) — бруклинского гангстера 1980-х, известного как «50 Cent». Джексон объяснял выбор имени тем, что оно говорит всё, что он хочет сказать, что он человек того же типа, что и тот гангстер, и обеспечивает себя любыми способами.

## Музыкальная карьера

### Начало
50 Cent начал читать рэп в подвале у друга. Там же он использовал «вертушки» для записи минусовок. В 1996 году друг познакомил его с Jam Master Jay из Run DMC, который организовал свой собственный лейбл Jam Master Jay Records. Это был первый раз, когда Джексон был в студии. Он учил его считать такты, писать припевы, структурировать песни и делать записи. Первое официальное появление 50 Cent’а состоялось с песней «React» в исполнении группы Onyx, которая была выпущена в их альбоме 1998 года Shut ’Em Down. Он доверял Джэю как наставнику, который помог значительно расширить его возможности. Джэй продюсировал его первый альбом, который всё же не был издан.
В 1999 году, после того как 50 Cent закончил сотрудничество с Джэм Маста Джэем, «платиновые» продюсеры Trackmasters подписали с Джексоном контракт в Columbia Records. За две недели он сочинил и записал тридцать шесть песен, восемнадцать из которых были включены в его неофициальный альбом Power of the Dollar 2000 года.
Популярность 50 Cent’а начала расти после успешного сингла «How to Rob», который он написал за полчаса, пока ехал в машине на студию. Песня комично повествует, как Джексон может ограбить известных артистов. Смысл, скрытый за песней, он объяснял так: «На этом лейбле сотня артистов, ты отделяешься от них и становишься особенным».
Рэперы Jay-Z, Big Pun, DMX и группа Wu-Tang Clan откликнулись на песню. Nas, воспринявший эту песню позитивно, пригласил 50 Cent’a в промотур своего четвёртого альбома Nastradamus. Песня «How to Rob» должна была выйти одновременно с «Thug Love», исполненной совместно с Destiny’s Child, но за два дня до записи клипа на неё и за несколько недель до выхода собственного альбома 50 Cent был ранен в перестрелке и помещён в госпиталь.

### Покушение
24 апреля 2000 года Кёртис Джексон, сидя в машине около дома своей бабушки в Саут-Джамейке, подвергся атаке. Преступник выстрелил в него 9 раз, когда Кёртис сидел на заднем сиденье машины своего друга. Были серьёзно повреждены рука, бедро, обе ноги, грудь и левая щека. Пуля, попавшая в щёку, задела язык, выбила пару зубов, и чуть было не лишила Джексона голоса. Друзья доставили Джексона в больницу, где ему была проведена операция. Джексон пробыл в больнице 13 дней.
Джексон рассказывал про этот инцидент так:
Это произошло слишком быстро, у меня не было ни единого шанса выйти из этой перестрелки победителем… Я был напуган, я думал: „Вот дерьмо, кто-то выстрелил мне в лицо! Оно горит, горит.“
В своих мемуарах, From Pieces to Weight: Once upon a Time in Southside Queens 50 Cent пишет:
После того, как в меня выстрелили в упор девять раз, и я не умер, я стал задумываться о своей цели в жизни… Ведь всего несколькими сантиметрами выше — и я бы погиб.
Первые четыре месяца после покушения 50 Cent передвигался при помощи костылей, а через пять месяцев после выхода из госпиталя он полностью восстановился. После этого он вместе с сыном и своей подругой переехал в горы Поконо и с тех пор всегда стал надевать бронежилет, появляясь на публике.
Columbia Records, узнав о происшествии, расторгла контракт, испугавшись, что рэпер не сможет продолжить заниматься музыкой. Джексону вернули его записи и задаток (половину суммы). Таким образом 50 Cent получил на руки готовый альбом Power of the Dollar и право делать с записями всё, что захочет. Вскоре записи попали к пиратам. Денег это музыканту не принесло, но зато его заметили благодаря треку «How to Rob», с этого момента все стали говорить о появлении новой звезды в рэп-индустрии.

### Расцвет популярности
В 2002 году его диск Guess Who’s Back? попал к Эминему через юриста 50 Cent’a, который работал с менеджером Эминема. Впечатлённый сборником, Эминем пригласил Джексона прилететь в Лос-Анджелес, где познакомил его с Dr. Dre. После заключения одномиллионной сделки 50 Cent выпустил микстейп No Mercy, No Fear. В него был включён один новый трек «Wanksta», который вошёл в саундтрек фильма «Восьмая миля».
В феврале 2003 года 50 Cent выпустил свой первый коммерческий альбом Get Rich or Die Tryin’. Альбом имел невероятный успех: популярный интернет-портал All Music Guide окрестил его самым громким дебютом десятилетия. Альбом сразу занял первую позицию в Billboard 200, продавшись в количестве 872 000 экземпляров за первые четыре дня. Заглавный сингл «In da Club», который был отмечен журналом The Source за оригинальность и неповторимый стиль звучания, установил рекорд как наиболее прослушиваемый в истории радио. Журнал Billboard назвал «In da Club» песней № 1 по итогам 2003 года в США. Таким образом рэпер заявил о себе на весь мир.
В 2003 году Interscope специально для 50 Cent’а основал новый лейбл G-Unit Records. В него вошли основатели коллектива G-Unit — Lloyd Banks, Tony Yayo и Young Buck. Рэпер The Game покинул группу из-за творческих разногласий и уже состоял в Aftermath Entertainment.
В марте 2005 года 50 Cent выпустил второй коммерческий альбом The Massacre, который был распродан в количестве 1,14 миллионов экземпляров за первые четыре дня и продержался на первой позиции в Billboard 200 шесть недель. Джексон стал первым артистом, чьи три сингла — «Candy Shop», «Disco Inferno» и «How We Do» — одновременно находились в Billboard 200 на протяжении нескольких недель. Rolling Stone писал, что секретное оружие 50 Cent, благодаря которому его песни так популярны, — это его голос.
Во время урагана "Катрина"в 2005 году Джексон поддерживал Джорджа Буша-младшего, после того как Канье Уэст раскритиковал президента за неспешность, с которой оказывалась помощь пострадавшим. 50 Cent говорил, что если бы его криминальное прошлое не препятствовало ему голосовать, он голосовал бы за Буша.
После ухода The Game из G-Unit 50 Cent пригласил в коллектив певицу Olivia и ветеранов рэп-индустрии — группу Mobb Deep. Позже к новому лейблу присоединились Spider Loc, 40 Glocc, M.O.P. и Young Hot Rod. Параллельно с работой с музыкантами внутри своей группы он продолжил сотрудничать с исполнителями, которые не входили в G-Unit, такими как Lil Scrappy из BME, LL Cool J’ем из Def Jam и Mase из Bad Boy. В сентябре 2007 года вышел третий коммерческий альбом Curtis, который был навеян воспоминаниями о прежней жизни Джексона, когда тот ещё не был знаменит, до выхода Get Rich or Die Tryin’. Альбом, продажи которого составили 691 тыс. экземпляров, сразу после выхода занял второе место в Billboard 200. На первом месте в то время был альбом Канье Уэста Graduation, который был распродан в количестве 957 тыс. экземпляров. 50 Cent заявил, что если альбом Уэста будет продаваться лучше, чем Curtis, то он прекратит заниматься музыкой. Однако позже 50 Cent опроверг это заявление, отметив, что за пределами Америки его альбом оказался более продаваемым. В 2007 году 50 Cent был признан журналом Forbes самым богатым человеком в рэп-индустрии после Jay-Z.
В ноябре 2009 года 50 Cent выпустил свой четвёртый альбом под названием Before I Self Destruct, а также фильм с тем же названием.

## Телевидение
В 2014 году на кабельном телеканале Starz вышел созданный совместно со сценаристом сериала «Хорошая жена» Кортни Кемп криминальный сериал «Власть в ночном городе», который неожиданно стал хитом и породил спин-оффы (к 2022 году их было уже четыре). Позже был запущен сериал «BMF».
В 2018 году 50 Cent заключил контракт со Starz на 150 млн долл. сроком на четыре года.

## Предпринимательская деятельность

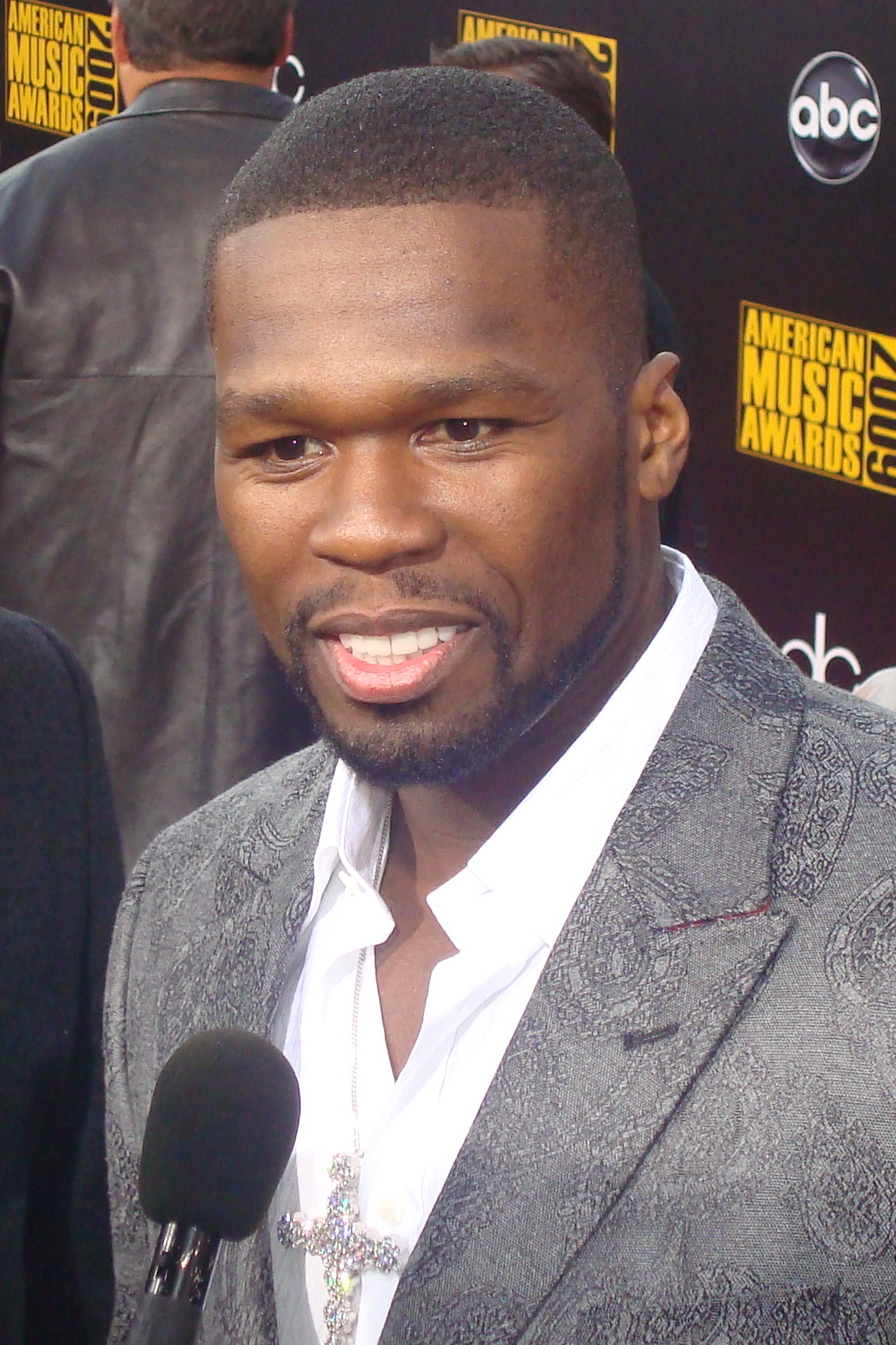
В 2009 году на American Music Awards

50 Cent, помимо своей музыкальной карьеры, активно занимается бизнесом. В ноябре 2003 года он подписал пятилетний контракт с компанией Reebok, согласно которому Reebok получила право распространять часть кроссовок, выходящих под лейблом G-Unit Clothing Company. Потом он сотрудничал с компанией Glacéau, рекламируя её виноградный энергетический напиток Vitamin Water. В 2007 году компания Coca-Cola купила компанию Glacéau за 4,1 миллиарда долларов. 50 Cent, который имел долю в компании, получил с этой сделки сумму в 100 миллионов долларов.

## Прочая деятельность
В 2005 году 50 Cent озвучил сам себя в эпизоде Pranksta Rap мультсериала «Симпсоны», в котором он с юмором обращает внимание общественности на свои проблемы с законом. В том же году он снялся вместе с Теренсом Ховардом в автобиографическом фильме «Разбогатей или умри». Он также снялся в фильме Home of the Brave в роли американского солдата, возвращающегося из Ирака.
Незадолго до съёмок в фильме «Разбогатей или умри» Кёртис выпускает мемуары «From Pieces to Weight: Once upon a Time in Southside Queens». Также он написал книгу The Ski Mask Way. Роман рассказывает о жизни мелкого торговца наркотиками, который решил ограбить своих предпринимателей. В соавторстве с Робертом Грином написал книгу «The 50th Law».
В 2005 году Джексон озвучил главного героя в видеоигре 50 Cent: Bulletproof, которая вышла на PlayStation 2, Xbox и PlayStation Portable, а затем — в игре 50 Cent: Blood on the Sand, вышедшей в начале 2009 года.

## Конфликты с другими исполнителями

### Murder Inc.

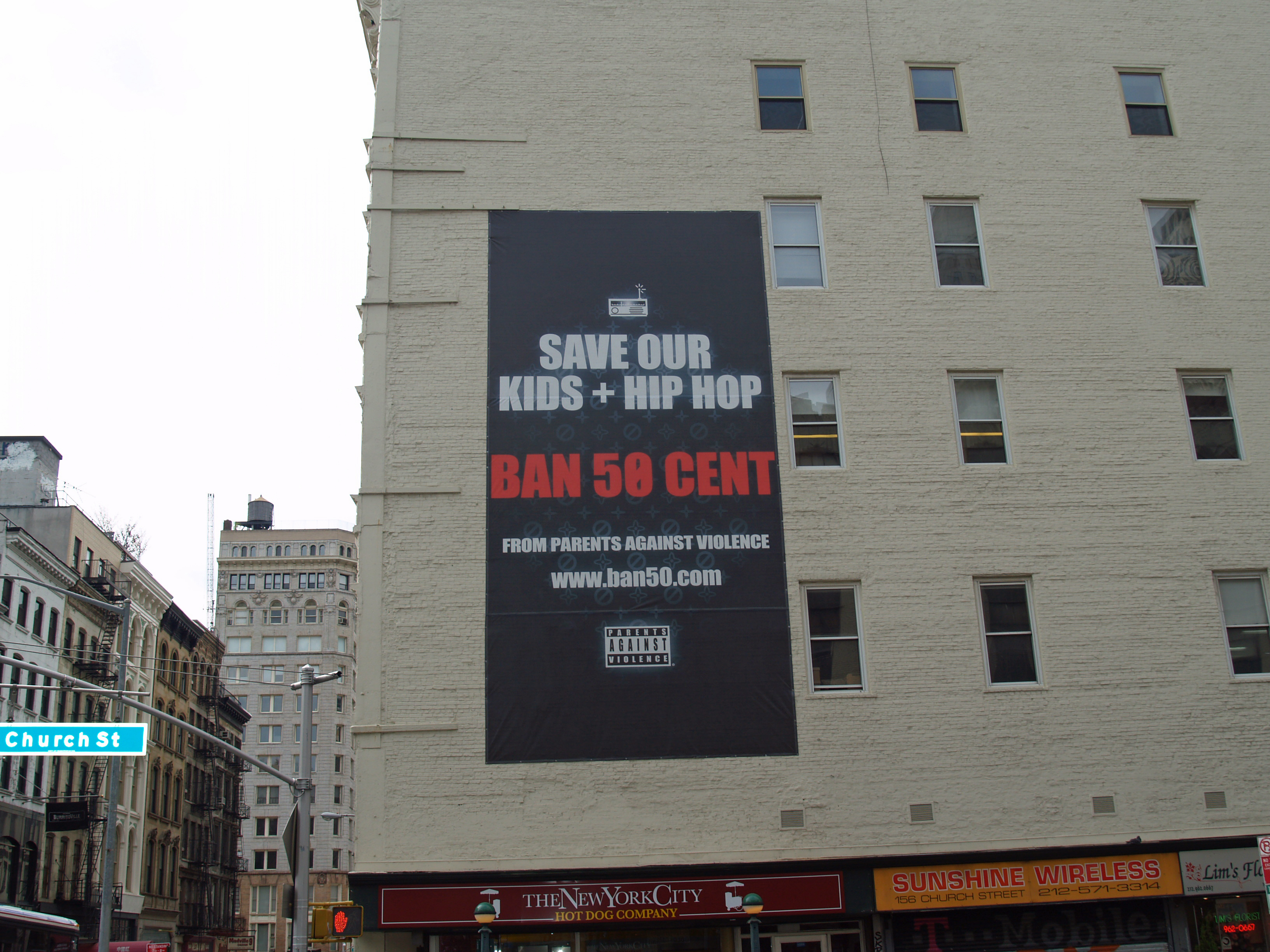
«Биллборд» против 50 Cent’a. Надпись гласит: Спасите наших детей и хип-хоп. Запретите 50 Cent.

До подписания контракта с Interscope Records между 50 Cent и рэпером Ja Rule, его лейблом The Inc. Records, возник конфликт. По словам Джексона, его друг украл ювелирные изделия рэпера, а тот обвинил его в подготовке преступления. Однако, по словам Ja Rule, конфликт начался после видеосъёмок в Куинс, поскольку Джексону не нравилось видеть популярность Ja Rule в их общем районе.
В марте 2000 в Нью-Йоркской студии Hit Factory между 50 и Murder Inc. возникла потасовка. На полученную колотую рану исполнителю наложили 3 шва. Рэпер Black Child взял на себя ответственность за удар, объяснив, что он действовал в целях самозащиты, поскольку, по его мнению, кто-то потянулся за пистолетом.
Агент службы внутренних доходов под присягой сообщил о связях Murder Inc. с Кеннетом Макгриффом, Нью-Йоркским наркобароном по прозвищу Supreme, которого подозревали в причастности к убийству Jam Master Jay и стрельбы в 50 Cent. Отрывок из свидетельства:
Следствие раскрыло заговор с участием Макгриффа и других в попытке убийства рэп-артиста, который выпускал песни с текстами, где упоминается преступная деятельность Макгриффа. В исполнителя стреляли в 2000 году, но он выжил и после этого отказался сотрудничать с правоохранительными органами по этому вопросу. Сообщения, отправленные на лейбл Murder Inc. указывают на то, что Макгрифф участвует в существующей сговоре с целью убийства этого рэпера и поддерживает связь с сотрудниками Murder Inc.
В мае 2011 года Ja Rule объявил о разрешении конфликта, сказав: «Всё хорошо. Между нами нет тёрок. Мы никогда не будем сотрудничать в будущем. Вот такое положение дел. Не обязательно с кем-то воевать, но это как, скажем, США и какая-нибудь другая страна, с которой мы не ладим. Нам не нужно устраивать войну, но мы и не друзья».

### Game
В начале 2005 года 50 Cent развязал вражду с рэпером The Game, несмотря на то, что до релиза дебютного альбома The Game The Documentary они очень тесно сотрудничали. После релиза альбома The Game заявил, что не хочет участвовать во вражде между G-Unit и другими рэперами, и даже стал сотрудничать с теми рэперами, которые были противниками G-Unit. 50 Cent также утверждал, что он написал шесть песен для альбома The Game, но ничего не получил за свои труды. The Game опроверг это заявление.
Позже 50 Cent на радио Hot 97 сказал, что The Game больше не член G-Unit. После этого заявления The Game, который был тоже приглашён на шоу в этот же вечер, но на более раннее время, попытался вместе со своей охраной проникнуть в здание. В здание их не пустили. Раздосадованный рэпер решил выместить ярость на группе мужчин, покидающих здание. Словесная конфронтация переросла в драку, в ходе которой один из охранников рэпера получил огнестрельное ранение в ногу.
Неоднократно ходили слухи о том, что рэперы хотят помириться. Но окончательное примирение произошло после смерти Майкла Джексона. Майкл Джексон перед смертью хотел их помирить, впоследствии The Game сам извинился перед 50 Cent, Lloyd Banks и Tony Yayo. Tony Yayo заявил, что Джексон (50 Cent) или G-Unit не примет его извинения.
С тех пор конфликт продолжался в своих старых концертах «G-UNIT». Jackson выпустил дисс «So Disrespectful», песню которая попала в его альбом Before I Self Destruct, оскорблявший The Game и Young Buck.
The Game позже ответил песней «Shake», подшучивая музыкальное видео 50 Cent «Candy Shop», сделанная в стиле 50-х годов. Он также выпустил диссы на Lloyd Banks и Tony Yayo, в котором он говорит: «Я удивлён, что Lloyd Banks и Yayo не сделал дисса Jimmy Iovine». The Game также неуважительно отозвался о G-Unit несколько раз в песне «400 Bars».
В сентябре 2011 года 50 Cent неуважительно отозвался о Game на песню «Love, Hate, Love», на что Game ответил в своём твиттере, заявив, что он собирается унизить его обратно после того, как его тур будет закончен.
В сентябре 2020 года 50 Cent объявил о том, что на телеканале кабельного телевидения Starz выйдет сериал «Moment In Time: The Massacre», который будет посвящен его бифу с The Game и Jimmy Henchman. В нём рэпер пообещал подробно рассказать как бывший менеджер лос-анджелесского артиста организовал убийство Lodi Mack, мужчины приближенного к группе G-Unit.

### Jadakiss, Nas и Fat Joe
Почти перед самым выходом второго альбома The Massacre 50 Cent записал песню «Piggy Bank». Этот трек «опускал» большую часть рэперов, особенно Fat Joe, Nas’а и Jadakiss’a. Fat Joe ответил на эти нападки песней «My Fo, Fo», в которой он осуждает 50 Cent’а за найденные в его доме стероиды и за то, что он завидует рэперу The Game. Jadakiss также ответил песней под названием «Checkmate» и отметил, что все эти выпады — всего лишь попытки 50 Cent’а привлечь к себе внимание и создать шумиху вокруг его нового альбома. Видеоклип на песню «Piggy Bank» представлял собой анимационный фильм-карикатуру, в котором Jadakiss предстаёт в образе ниндзя-черепашки, Fat Joe — в образе боксёра, проигрывающего 50 Cent’у, а Nas — в образе маленького ребёнка в костюме Супермена, бегущего за автомобилем по продаже молочных коктейлей, а The Game выглядит как Mr. Potato Head. 50 Cent также задисил их в ранней песне «Window Shopper».

### Chamillionaire, Master P
В 2007 году во время интервью у 50 Cent спросили, почему он, в отличие от Master P и Chamillionaire, не прекратил ругаться в своих песнях. Рэпер ответил: «Эти ребята не продают альбомы». Когда ему сказали, что Chamillionaire имеет платиновую пластинку, 50 Cent ответил: «Ну, пусть записывает госпел, если он такой, чёрт возьми, праведный. Я пишу тексты с матами по собственному желанию, а не по вашему указанию. Во-первых, существует зацензуренная версия для тех, кто не хочет их слышать».
Chamillionaire выразил свою незаинтересованность в видеоблоге, заявив, что он здесь не для игр. Реакция Master P: «Комментарий Кертиса Джексона мотивировал меня. В мире много незрелых людей. Опра Уинфри абсолютно права, мы должны вырасти и нести ответственность за свои действия. Я профинансировал первый тур Кертиса югом. Он тогда был скромным парнем. Цель большинства артистов заключается в продаже альбомов. Моя же — помочь спасти и изменить жизнь».

### Rick Ross
В конце января 2009 года Рик Росс начал биф с 50 Cent, добавив в свою песню «Mafia Music» провокационные строки, обвиняющие того в причастности к пожару в доме его бывшей супруги:
I love to pay ya bills, can’t wait to pay ya rent
Curtis Jackson baby mama, I ain’t looking for a cent
Burn the house down, you gotta buy another
Don’t forget the gas can, jealous, stupid muthafucker
50 Cent ответил диссом «Officer Ricky» (также это дисс на Dj khaled & Lil Wayne). Он говорит:
Screamin’ boss, ni**a you ain’t a boss, 
Pussy ni**a you lost listen officer ross…
«Он думает, что это поможет его релизу, — анализирует ситуацию 50 Cent. — И я понимаю это, он получит больше внимания, чем обычно. Но это будет такое внимание, которое сойдёт на нет, после чего и он сам сойдёт на нет».
Не остановившись на этом, 50 Cent разыскал экс-супругу своего нового оппонента, мать его сына, и в качестве симметричного ответа выведал у неё следующее: «В месяц он тратит $200 на еду и $300 долларов на одежду, его драгоценности арендованные и возможно фальшивые, его тачки ему не принадлежат», также дама подтвердила слухи по поводу работы офицером в одной из тюрем.
Перед визитом в Венесуэлу Фифти загрузил видео в YouTube под названием «Warning Shot», где предупреждает: «Я разрушу твою жизнь ради развлечений». Кроме того, вышла первая серия мультфильма «Officer Ricky». В начале февраля 50 Cent загрузил на YouTube интервью с Таей, матерью ребёнка Росса. Она подтверждает, что он был сотрудником исправительного учреждения, а его лицо — подделка. В четверг, 5 февраля 2009 года, Game позвонил на радиостанцию KUBE 93, отвечая на вопрос о бифе, сказал, что дела идут не очень хорошо для Рика Росса: «Фифти пожирает тебя, парень».
В альбоме Deeper Than Rap Ross упоминает 50 Cent в «In Cold Blood». В клипе показано похороны Кёртиса. В это время рэпер заявил, что он покончил с карьерой Джексона.
В интервью Джексон отметил: «Рик Росс это Альберт с СВ4. Видели фильм? Он Альберт… Трудно представить что-то хуже. Перед вами парень, бывший сотрудник исправительной службы, построил карьеру на написании материала с точки зрения наркоторговца, в частности „Freeway“ Rick Ross».
В 2012 году на BET Hip Hop Awards артисты лейбла G-Unit Records (Kidd Kidd, Mike Knox, Tony Yayo) и 50 Cent приняли участие в избиении Gunplay, артиста лейбла Росса «Maybach Music Group». Во время драки у Gunplay украли ценную цепь. Через несколько дней 50 Cent посетил боулинг-клуб в Вашингтоне с его украшением.

### Slim the Mobster
12 августа 2012 года бывший протеже Dr. Dre Slim the Mobster задисил 50 через Твиттер, заявив, что тот заставил Interscope Records остановить продвижение и дистрибуцию его альбома. Рэпер дал понять, что Кертис имел связи с федералами, которые преследуют тех, кто пересёк ему путь. Твиттер-биф продолжился в ноябре, когда 50 Cent сообщил, что Slim the Mobster исключили из Aftermath Entertainment, в ответ тот сообщил о романе Фифти с женой его умершего менеджера Chris Lighty.

### French Montana
10 октября 2012 года рэпер из Bad Boy Records French Montana в интервью Complex.com высмеял текущий результат продажи альбома 50 Cent. В тот же день 50 Cent ответил ему в Twitter: «French Montana не продал ни одного альбома, который мог бы закрепить его как сольного исполнителя.» Переписки продолжились через аккаунты рэперов.
24 ноября 2012 года в интервью DJ Drama на Shade 45 French назвал оппонента «ослом» и заявил, что он является самым важным человеком на Interscope, куда оба подписаны.
30 ноября 50 Cent сообщил, что French Montana помог ему в создании видео «A Psychic Told Me» (2009), направленном против DJ Khaled и его семьи.
В тот же день он предложил соревнование, выпустить Street King Immortal — альбом 50 Cent и свой Excuse My French одновременно. Кроме того, он резко раскритиковал сингл «My Life» в другом твите.
11 января 2013 года биф завершился, когда French дал интервью Hot 97. Он пояснил, что Кёртис его неправильно понял.
В марте 2013 года рэпер официально подтвердил окончание конфликта и заявил о возможности сотрудничества в будущем.

## Дискография
Студийные альбомы
- Power of the Dollar (2000)
- Get Rich or Die Tryin’ (2003)
- The Massacre (2005)
- Curtis (2007)
- Before I Self Destruct (2009)
- Animal Ambition (2014)

## Фильмография
| Год         | Фильм                                        | Роль                  | Примечания                                        |
| ----------- | -------------------------------------------- | --------------------- | ------------------------------------------------- |
| 2003        | 50 Cent: The New Breed                       | камео                 | документальный фильм                              |
| 2005        | Разбогатей или сдохни                        | Маркус                | кинодебют                                         |
| 2006        | Дом храбрых                                  | Джамал Эйкен          |                                                   |
| 2007        | Смерть в эфире                               | камео                 |                                                   |
| 2008        | Право на убийство                            | Spider                |                                                   |
| 2008        | 50 Cent: The Money and the Power             | камео                 | реалити-шоу                                       |
| 2009        | Улицы крови                                  | детектив Стэн Джонсон |                                                   |
| 2009        | Прежде чем я самоуничтожусь                  | Clarence              | режиссёр, продюсер, сценарист                     |
| 2009        | Красавцы                                     | камео                 | одна серия: «One Car, Two Car, Red Car, Blue Car» |
| 2009        | Наперегонки со смертью                       | Thigo                 |                                                   |
| 2009        | Caught in the Crossfire                      | Tino                  | исполнительный продюсер                           |
| 2010        | Тринадцать                                   | Jimy                  |                                                   |
| 2010        | Ствол                                        | Rich                  |                                                   |
| 2010        | Двенадцать                                   | Lionel                |                                                   |
| 2010        | Доброе утро                                  | камео                 |                                                   |
| 2011        | Vengeance                                    | Black                 |                                                   |
| 2011        | Blood Out                                    | Hardwick              |                                                   |
| 2011        | Разные вещи                                  | Деон                  | драма                                             |
| 2011        | Подстава                                     | Sonny                 | продюсер                                          |
| 2012        | All Things Fall Apart                        | Deon                  |                                                   |
| 2012        | Фрилансеры                                   | Malo                  |                                                   |
| 2012        | Мёрзлая земля                                | Клейт Джонсон         |                                                   |
| 2013        | План побега                                  | Хаш                   |                                                   |
| 2013        | Starперцы                                    | камео                 |                                                   |
| 2014 — 2016 | Власть в ночном городе                       | Кэнан                 | также исполнительный продюсер                     |
| 2015        | Левша                                        | Джордан Мэйнс         |                                                   |
| 2015        | Шпион                                        | камео                 |                                                   |
| 2016        | Поп-звезда: не переставай, не останавливайся | 50 cent               |                                                   |
| 2018        | Охота на воров                               | Леви Лево             |                                                   |
| 2018        | План побега 2                                | Хаш                   |                                                   |
| 2019        | План побега 3                                | Хаш                   |                                                   |
| 2023        | Неудержимые 4                                | Изи Дэй               |                                                   |

### Озвучивание
| Год  | Фильм                          | Роль    | Примечания                 |
| ---- | ------------------------------ | ------- | -------------------------- |
| 2005 | Симпсоны                       | Себя    | Одна серия: «Pranksta Rap» |
| 2005 | 50 Cent: Bulletproof           | Себя    | Компьютерная игра          |
| 2009 | 50 Cent: Blood on the Sand     | Себя    | Компьютерная игра          |
| 2009 | Call of Duty: Modern Warfare 2 | Soldier | Компьютерная игра          |